# 豊田市立根川小学校
豊田市立根川小学校（とよたしりつ ねがわしょうがっこう）は、愛知県豊田市下林町にある公立小学校。名鉄上挙母駅より徒歩20分。2018年度の学級数は20学級、児童数は540人、職員数は46人。2022年  (令和4年）には創立150周年を迎えた。

## 地理
豊田市中心部から南に2kmの場所にあり、学区の東側を矢作川が流れている。学区内には、円墳である稲荷塚古墳、豊田市でもっとも古い金谷城址、織田信長に犯されたことで知られる長興寺などの旧跡がある。

## 歴史

### 沿革
1872年（明治5年）6月2日に挙母郷学校長興寺支校として設立された際は西加茂郡根川村にあった。1875年（明治8年）に根川学校として独立した。1887年（明治20年）には下林学校に改称した。1907年（明治40年）には挙母町・根川村・梅坪村・逢妻村の1町3村が合併して改めて挙母町が発足し、旧挙母町にあった挙母小学校（現・豊田市立挙母小学校）が挙母町第一尋常小学校とされ、下林校が挙母町第二尋常小学校とされている。
戦後の1948年（昭和23年）には挙母町立第二小学校から挙母町立南小学校に改称した。1951年（昭和26年）3月1日には挙母町が市制施行して挙母市となり、挙母市立南小学校となった。1959年（昭和34年）に挙母市が豊田市に改称した際には、挙母市立南小学校から豊田市立根川小学校に改称しており、明治初期にあった根川学校の名前が復活した。1995年（平成7年）にはシンボル的な「煌めきの門」が建設された。

### 年表
- 1872年（明治5年） - 長興寺村に挙母郷学校長興寺支校として開校[2]。
- 1873年（明治6年）11月 - 第七十一番小学下市場学校に改称する。
- 1875年（明治8年）
  - 3月 - 三十二番小学下市場学校に改称する。
  - 7月 - 根川学校に改称する[2]。
- 1879年（明治12年）10月 -  第二番小学根川学校に改称する。
- 1881年（明治14年）4月 - 今村に今村分場を設置する。
- 1897年（明治20年）3月 - 尋常小学校下林学校に改称する[2]。今村分場を廃止する。
- 1890年（明治23年）9月 - 根川村字今村に今村分校を設置する。
- 1892年（明治25年）5月 - 根川村立下林尋常小学校に改称する[2]。今村分校が根川村立今村尋常小学校として独立する。
- 1907年（明治40年）1月 - 下林尋常小学校が挙母町第二尋常小学校に[2]、今村尋常小学校が挙母町第六尋常小学校に改称する。
- 1908年（明治41年）10月 - 第六尋常小学校を廃止する。
- 1911年（明治44年） - 挙母第二尋常小学校に改称する[2]。
- 1915年（大正4年） - 旧・第六尋常小学校校舎を用いて、今村分校を設置する。
- 1940年（昭和15年） - 西加茂郡挙母第二尋常高等小学校に改称する[2]。
- 1941年（昭和16年） - 西加茂郡挙母町第二国民学校に改称する[2]。
- 1947年（昭和22年）4月 - 西加茂郡挙母町立第二小学校に改称する[2]。豊田分校を設置する。
- 1948年（昭和23年） - 西加茂郡挙母町立南小学校に改称する[2]。
- 1949年（昭和24年）3月 - 今村分校を廃止する。
- 1951年（昭和26年）
  - 3月 - 挙母市立南小学校に改称する[2]。
  - 10月 - 豊田分校が挙母市立前山小学校として独立する。
- 1959年（昭和34年） - 豊田市立根川小学校に改称する[2]。

挙母市から豊田市に移行する際の名称の変遷
- 小学校
  - 挙母市立東小学校 → 豊田市立挙母小学校
  - 挙母市立南小学校 → 豊田市立根川小学校
  - 挙母市立西小学校 → 豊田市立小清水小学校
  - 挙母市立中小学校 → 豊田市立童子山小学校
  - 挙母市立前山小学校 → 豊田市立前山小学校
  - 挙母市立山之手小学校 → 豊田市立山之手小学校
- 中学校
  - 挙母市立東部中学校 → 豊田市立崇化館中学校
  - 挙母市立西部中学校 → 豊田市立朝日丘中学校
  - 挙母市立南部中学校 → 豊田市立豊南中学校

## 出身者
- 伊藤好道 - 政治家。衆議院議員。